# Los Bordos
Los Bordos är en ort i Mexiko.   Den ligger i kommunen Huimilpan och delstaten Querétaro Arteaga, i den centrala delen av landet, 170 km nordväst om huvudstaden Mexico City. Los Bordos ligger 2 102 meter över havet och antalet invånare är 294.
Terrängen runt Los Bordos är kuperad österut, men västerut är den platt. Runt Los Bordos är det ganska tätbefolkat, med 179 invånare per kvadratkilometer. Närmaste större samhälle är Santiago de Querétaro, 18,0 km norr om Los Bordos. Trakten runt Los Bordos består till största delen av jordbruksmark.